# Turó del Castell (Castellví de Rosanes)
El Turó del Castell és una muntanya de 360 metres que es troba al municipi de Castellví de Rosanes, a la comarca catalana del Baix Llobregat.